# Bulbophyllum viguieri
Bulbophyllum viguieri är en orkidéart som beskrevs av Rudolf Schlechter. Bulbophyllum viguieri ingår i släktet Bulbophyllum och familjen orkidéer. Inga underarter finns listade i Catalogue of Life.